# AS Djerba
Association Sportive de Djerba w skrócie AS Djerba (ar. االجمعية الرياضية بجربة) – tunezyski klub piłkarski, grający w drugiej lidze, mający siedzibę na wyspie Dżerba.

## Stadion
Domowe mecze klub rozgrywa na stadionie o nazwie Stade de Houmet Es'Souk na Dżerbie, który może pomieścić 6000 widzów.

## Reprezentanci kraju grający w klubie
Stan na lipiec 2016.
| - Faysal Ben Ahmed - Ayadi Hamrouni - Mehdi Meriah - Makaya Nsilulu | - Bruno Mbanangoyé Zita - Mohamed Ayad Abeddayem - Tarik Al-Gamal - Mohamed Dini |